# 200 mètres brasse féminin aux Jeux olympiques d'été de 2012
Navigation
Pékin 2008 Rio de Janeiro 2016
L'épreuve de 200 m brasse femmes des Jeux olympiques d'été de 2012 a eu lieu le 1er et le 2 août au London Aquatics Centre.

## Qualification
Pour participer à cette épreuve, les temps de qualification étaient de 2 min 26 s 89 pour le temps de qualification olympique (TQO) et de 2 min 32 s 03 pour le temps de sélection olympique (TSO) qui devaient être effectués entre le 1er mars 2011 et le 18 juin 2012. Un comité national olympique (CNO) pouvait inscrire 2 nageuses si elles faisaient le TQO et 1 nageuse si elle effectuait le TSO. Les CNO pouvaient inscrire des nageurs indépendamment du temps (1 nageur par sexe sur l'ensemble des épreuves) s'ils n'avaient pas de nageurs qui avaient réussi les temps de qualification nécessaires.

## Records
Avant cette compétition, les records dans cette discipline étaient les suivants :
| Record du monde  | 2 min 20 s 12 | Annamay Pierse | Canada     | 30 juillet 2009 | Rome (Italie) | ,     |
| Record olympique | 2 min 20 s 22 | Rebecca Soni   | États-Unis | 15 août 2008    | Pékin (Chine) | [ 4 ] |

## Médaillés
| Or           | Argent        | Bronze         |
| Rebecca Soni | Satomi Suzuki | Yuliya Efimova |

## Résultats

### Finale (2 août au soir)
| Rang               | Ligne | Nageuse               | Nationalité    | Temps         | Notes |
| ------------------ | ----- | --------------------- | -------------- | ------------- | ----- |
| Médaille d'or      | 4     | Rebecca Soni          | États-Unis     | 2 min 19 s 59 | WR    |
| Médaille d'argent  | 3     | Satomi Suzuki         | Japon          | 2 min 20 s 72 | =AS   |
| Médaille de bronze | 6     | Yuliya Efimova        | Russie         | 2 min 20 s 92 | ER    |
| 4                  | 5     | Rikke Møller Pedersen | Danemark       | 2 min 21 s 65 | NR    |
| 5                  | 1     | Martha McCabe         | Canada         | 2 min 23 s 16 |       |
| 6                  | 7     | Micah Lawrence        | États-Unis     | 2 min 23 s 27 |       |
| 7                  | 2     | Suzaan van Biljon     | Afrique du Sud | 2 min 23 s 72 |       |
| 8                  | 8     | Sally Foster          | Australie      | 2 min 26 s 00 |       |

### Demi-finales (1eraoût au soir)

#### Demi-finale 1
| Rang | Ligne | Nom                   | Nationalité  | Temps         | Notes |
| ---- | ----- | --------------------- | ------------ | ------------- | ----- |
| 1    | 4     | Rikke Møller Pedersen | Danemark     | 2 min 22 s 23 | Q, NR |
| 2    | 1     | Yuliya Yefimova       | Russie       | 2 min 23 s 02 | Q     |
| 3    | 5     | Micah Lawrence        | États-Unis   | 2 min 23 s 39 | Q     |
| 4    | 2     | Sally Foster          | Australie    | 2 min 24 s 46 | Q     |
| 5    | 6     | Suyeon Back           | Corée du Sud | 2 min 24 s 67 |       |
| 6    | 3     | Joline Höstman        | Suède        | 2 min 24 s 77 |       |
| 7    | 7     | Kanako Watanabe       | Japon        | 2 min 27 s 32 |       |
| 8    | 8     | Tessa Wallace         | Australie    | 2 min 27 s 38 |       |

#### Demi-finale 2
| Rang | Ligne | Nom               | Nationalité    | Temps         | Notes |
| ---- | ----- | ----------------- | -------------- | ------------- | ----- |
| 1    | 4     | Rebecca Soni      | États-Unis     | 2 min 20 s 00 | Q, WR |
| 2    | 5     | Satomi Suzuki     | Japon          | 2 min 22 s 40 | Q     |
| 3    | 2     | Suzaan van Biljon | Afrique du Sud | 2 min 23 s 21 | Q, AF |
| 4    | 1     | Martha McCabe     | Canada         | 2 min 24 s 09 | Q     |
| 5    | 7     | Sara El Bekri     | Maroc          | 2 min 25 s 86 |       |
| 6    | 3     | Anastasia Chaun   | Russie         | 2 min 26 s 08 |       |
| 7    | 6     | Liping Ji         | Chine          | 2 min 27 s 26 |       |
| 8    | 8     | Da-rae Jeong      | Corée du Sud   | 2 min 28 s 74 |       |

### Séries (1eraoût le matin)
| Rang | Série | Ligne | Nom                       | Nationalité        | Temps         | Notes |
| ---- | ----- | ----- | ------------------------- | ------------------ | ------------- | ----- |
| 1    | 5     | 8     | Rebecca Soni              | États-Unis         | 2 min 21 s 40 | Q     |
| 2    | 5     | 6     | Rikke Møller Pedersen     | Danemark           | 2 min 22 s 69 | Q, NR |
| 3    | 3     | 4     | Satomi Suzuki             | Japon              | 2 min 23 s 22 | Q     |
| 4    | 5     | 5     | Micah Lawrence            | États-Unis         | 2 min 24 s 50 | Q     |
| 5    | 5     | 3     | Anastasia Chaun           | Russie             | 2 min 25 s 39 | Q     |
| 6    | 4     | 1     | Joline Höstman            | Suède              | 2 min 25 s 44 | Q     |
| 7    | 3     | 3     | Ji Liping                 | Chine              | 2 min 25 s 76 | Q     |
| 7    | 3     | 1     | Back Su-Yeon              | Corée du Sud       | 2 min 25 s 76 | Q     |
| 9    | 3     | 2     | Suzaan van Biljon         | Afrique du Sud     | 2 min 25 s 94 | Q     |
| 10   | 3     | 6     | Sally Foster              | Australie          | 2 min 26 s 04 | Q     |
| 11   | 3     | 7     | Sara El Bekri             | Maroc              | 2 min 26 s 05 | Q     |
| 12   | 4     | 5     | Kanako Watanabe           | Japon              | 2 min 26 s 38 | Q     |
| 13   | 4     | 6     | Martha McCabe             | Canada             | 2 min 26 s 39 | Q     |
| 14   | 4     | 4     | Yuliya Yefimova           | Russie             | 2 min 26 s 83 | Q     |
| 14   | 4     | 7     | Jeong Da-Rae              | Corée du Sud       | 2 min 26 s 83 | Q     |
| 16   | 5     | 1     | Tessa Wallace             | Australie          | 2 min 26 s 94 | Q     |
| 17   | 2     | 5     | Ganna Dzerkal             | Ukraine            | 2 min 27 s 09 |       |
| 18   | 4     | 8     | Stacey Tadd               | Grande-Bretagne    | 2 min 27 s 18 |       |
| 19   | 5     | 7     | Fanny Lecluyse            | Belgique           | 2 min 27 s 30 |       |
| 20   | 5     | 2     | Marina Garcia Urzainqui   | Espagne            | 2 min 27 s 57 |       |
| 21   | 3     | 5     | Tera van Beilen           | Canada             | 2 min 27 s 70 |       |
| 22   | 5     | 8     | Chiara Boggiatto          | Italie             | 2 min 27 s 74 |       |
| 23   | 3     | 8     | Sara Nordenstam           | Norvège            | 2 min 27 s 90 |       |
| 24   | 4     | 3     | Sun Ye                    | Chine              | 2 min 27 s 94 |       |
| 25   | 4     | 2     | Nadja Higl                | Serbie             | 2 min 28 s 38 |       |
| 26   | 2     | 6     | Martina Moravčíková       | République tchèque | 2 min 28 s 54 |       |
| 27   | 1     | 5     | Alia Atkinson             | Jamaïque           | 2 min 28 s 77 |       |
| 28   | 2     | 4     | Hrafnhildur Luthersdottir | Islande            | 2 min 29 s 60 |       |
| 29   | 1     | 4     | Anna Sztankovics          | Hongrie            | 2 min 29 s 67 |       |
| 30   | 2     | 7     | Dilara Busa Gunaydin      | Turquie            | 2 min 30 s 64 |       |
| 31   | 2     | 1     | Sarra Lajnef              | Tunisie            | 2 min 31 s 15 |       |
| 32   | 2     | 2     | Jenna Laukkanen           | Finlande           | 2 min 31 s 23 |       |
| 33   | 2     | 3     | Tanja Smid                | Slovénie           | 2 min 32 s 19 |       |
| 34   | 1     | 3     | Dariya Talanova           | Kirghizistan       | 2 min 38 s 01 |       |